# Dysdera diversa
Espèce
Synonymes
- Dysdera vandeli Denis, 1962

Dysdera diversa est une espèce d'araignées aranéomorphes de la famille des Dysderidae.

## Distribution
Cette espèce est endémique de Madère au Portugal. Elle se rencontre sur l'île de Madère entre 1 000 et 1 270 m d'altitude.

## Description
Le mâle décrit par Crespo, Silva, Enguídanos, Cardoso et Arnedo en 2021 mesure 3,46 mm et la femelle 3,64 mm.

## Publication originale
- Blackwall, 1862 : « Descriptions of newly-discovered spiders from the island of Madeira. » Annals and Magazine of Natural History, sér. 3, vol. 9, p. 370-382 (texte intégral).